# Kasteel Ter Linden
Het Kasteel Ter Linden (ook: Kasteel Verplancke de Diepenhede of Château Les Fougères) is een kasteeltje in de Oost-Vlaamse plaats Melle, gelegen aan de Caritasstraat 35.
Het betreft een buitenhuis dat omstreeks 1905 gebouwd werd naar ontwerp van de eigenaar, Verplancke de Diepenhede.
Het betreft een neoclassicistisch aandoend bouwwerk met stijlelementen van 18e- en 19e-eeuwse buitenplaatsen. Het middenrisaliet wordt bekroond door een driehoekig fronton, waarop de wapenschilden van de familie en het devies: Atavis et Laura.
Het kasteel bevindt zich achter in een park, achter een U-vormige vijver.